# Clematoclethra scandens
Clematoclethra scandens là một loài thực vật có hoa trong họ Dương đào. Loài này được (Franch.) Maxim. mô tả khoa học đầu tiên năm 1890.